# راندي فوي
راندي فوي (بالإنجليزية: Randy Foye)‏ مواليد 24 سبتمبر 1983، هو لاعب كرة سلة أمريكي يلعب مع فريق دنفر ناغتس في الرابطة الوطنية لكرة السلة ويحمل الرقم 4. يبلغ طوله 6 قدم 4 بوصة (1.9 م).

## فرق لعب لها
- مينيسيوتا تيمبر وولفز
- واشنطن ويزاردز
- لوس أنجلوس كليبرز

## روابط خارجية
- راندي فوي على موقع إن بي أي (الإنجليزية)
- راندي فوي على موقع سبورتس رفرنس (الإنجليزية)
- راندي فوي على موقع كرة السلة الأوروبية.كوم (الإنجليزية)
- راندي فوي على موقع إي إس بي إن.كوم (الإنجليزية)
- راندي فوي على موقع كلية كرة السلة في سبورتس رفرنس.كوم (الإنجليزية)
- راندي فوي على موقع ريلجم (الإنجليزية)
- راندي فوي على موقع بروبوليرز (الإنجليزية)